# William de Vescy of Kildare
Sir William de Vescy of Kildare († 24. Juni 1314 bei Bannockburn) war ein englisch-irischer Adliger und Politiker. 
William war ein unehelicher Sohn von William de Vescy, 1. Baron Vescy. Nachdem dessen einziger ehelicher Sohn John 1295 kinderlos gestorben war, versuchte sein Vater, William zu seinem Teilerben zu machen. Während er das für seinen Sohn namensgebende irische Kildare im Gegenzug für den Erlass seiner Schulden dem König übrgab, schloss er eine Vereinbarung mit Bischof Antony Bek von Durham, dem er Alnwick Castle und andere Besitzungen in Northumberland übergab. Im Gegenzug sollte der Bischof die Güter wieder dem jüngeren William übergeben. 
Nach dem Tod seines Vaters im Juni 1297 huldigte der jüngere William am 22. Mai 1298 dem König für Caythorpe in Lincolnshire. Während des schottischen Unabhängigkeitskrieges nahm er als Kronvasall 1300 an einem Feldzug gegen Schottland teil, doch noch zu Beginn der Herrschaft von König Eduard II. bat er den König, sich gegenüber dem Bischof von Durham für die Herausgabe seines Erbes einzusetzen. Später wurde behauptet, der Bischof hätte Alnwick betrügerisch an Henry Percy verkauft, doch diese Beschuldigung kann nicht belegt werden. 1310 versuchte er noch, vor Gericht das Gut von Stapleford in Lincolnshire, dass die Witwe seines Halbbruders John als Wittum erhalten hatte, zu erhalten. Letztlich besaß er eine Reihe von Gütern in Yorkshire und Lincolnshire. Er diente als Ritter des königlichen Haushalts. 1313 und 1314 wurde er per Writ of Summons in das Parlament berufen und ihm dadurch der erbliche Titel Baron Vescy verliehen. Als Vasall des Earl of Pembroke nahm er 1314 am englischen Feldzug nach Schottland teil und fiel in der Schlacht von Bannockburn.
Angeblich soll er mit Maud, der Witwe von Thomas Neville aus Cleatham in Lincolnshire verheiratet gewesen sein, dies ist jedoch unsicher. Nach seinem kinderlosen Tod erbte sein entfernter Cousin Gilbert Aton die Reste der Vescy-Besitzungen. Sein Adelstitel erlosch.